# Taximastinocerus parallelus
Taximastinocerus parallelus är en skalbaggsart som beskrevs av Wittmer 1976. Taximastinocerus parallelus ingår i släktet Taximastinocerus och familjen Phengodidae. Inga underarter finns listade i Catalogue of Life.